# Sicyodes costipicta
Sicyodes costipicta là một loài bướm đêm trong họ Geometridae.